# Partícula carregada
En física, una partícula carregada és una partícula amb una càrrega elèctrica. Pot ser tant una partícula subatòmica com un ió. Un conjunt de partícules carregades, o un gas que conté una proporció de partícules carregades rep el nom de plasma, i és el quart estat de la matèria atès que les seves propietats són diferents de les dels sòlids, líquids o gasos. L'estat de plasma és l'estat de la matèria més habitual a l'Univers.